# Дани седмице
У српском језику дани седмице су: понедељак, уторак, среда, четвртак, петак, субота и недеља. Субота и недеља се уобичајено називају викендом и дани су за одмор и рекреацију у већини хришћанских култура. Осталих пет дана су онда познати као радни дани. Петак и субота су дани одмора у муслиманским и јеврејским земљама, а у Библији, период од заласка сунца у петак до заласка сунца у суботу назива се Сабат.
На многим језицима називи за седам дана у недељи потичу од имена класичних планета у хеленистичкој астрономији, које су заузврат добиле име по савременим божанствима, систему који је Римско царство увело током касне антике. На неким другим језицима дани су названи по одговарајућим божанствима регионалне културе, почевши или од недеље или од понедељка. Седмодневна недеља усвојена је у раном хришћанству из хебрејског календара и постепено је заменила римски нундинални циклус како се нова религија ширила. Недеља је остала први дан у недељи, сматрајући се Господњим даном, док је јеврејски сабат остала субота. Цар Константин усвојио је седмодневну седмицу за службену употребу 321. године, чиме је Дан Сунца (dies Solis) постао легални празник. У међународном стандарду ISO 8601 понедељак се третира као први дан у недељи.

## Дани названи по планетама

### Грчко-римска традиција
Између 1. и 3. века нове ере, Римско царство је постепено заменило осмодневни римски нундинални циклус седмодневном недељом. Најранији докази за овај нови систем су помпејски графити који се односе на 6. фебруар (ante diem viii idus Februarias) 60. године наше ере као dies solis („недеља”). Другo ранo сведочанство је помињање изгубљене расправе Плутарха, написане око 100. године нове ере, која се бавила питањем: „Зашто се дани који су названи по планетама рачунају другачијим редоследом од 'стварног' поретка?“ (Трактат је изгубљен, али је одговор на питање познат; видети планетарне сате).
Птоломејски систем планетарних сфера тврди да је ред небеских тела, од најудаљенијих до најближих Земљи: Сатурн, Јупитер, Марс, Сунце, Венера, Меркур, Месец или, објективно, планете поређане из најспоријих да се најбрже крећу онако како се појављују на ноћном небу.
Дани су добили називе по планетама хеленистичке астрологије, редом: Сунце, Месец, Марс (Арес), Меркур (Хермес), Јупитер (Зевс), Венера (Афродита) и Сатурн (Кронос).
Седмодневна седмица се проширила по Римском царству у касној антици. До 4. века била је у широкој употреби широм царства, а досегла је и до Индије и Кине.
Грчки и латински називи су следећи:
| Дан (погледајте Ирегуларности) | Недеља Сол или Хелиос (Сунце)                                                        | Понедељак Луна или Селена (Mesec)                                                            | Уторак Марс или Арес (Марс)          | Среда Меркур или Хермес (Меркур)             | Четвртак Јов или Зевс (Јупитер)    | Петак Венера или Афродита (Венера)                     | Субота Сатурн или Кронос (Сатурн)        |
| ------------------------------ | ------------------------------------------------------------------------------------ | -------------------------------------------------------------------------------------------- | ------------------------------------ | -------------------------------------------- | ---------------------------------- | ------------------------------------------------------ | ---------------------------------------- |
| Грчки                          | ἡμέρᾱ Ἡλίου (Ἀπόλλωνος) hēmérā Hēlíou (Apóllōnos) Ἡλιαίᾱ Hēliaíā Ἀπολλωνίᾱ Apollōníā | ἡμέρᾱ Σελήνης (Ἀρτέμιδος) hēmérā Selḗnēs (Artémidos) Σεληνίᾱ Selēníā (Ἀρτεμιτίᾱ) (Artemitíā) | ἡμέρᾱ Ἄρεως hēmérā Áreōs Ἀρείᾱ Areíā | ἡμέρᾱ Ἑρμοῦ hēmérā Hermoû Ἑρμ(ε)ίᾱ Herm(e)íā | ἡμέρᾱ Διός hēmérā Diós Διώνη Diṓnē | ἡμέρᾱ Ἀφροδῑ́της hēmérā Aphrodī́tēs Ἀφροδιτίᾱ Aphroditíā | ἡμέρᾱ Κρόνου hēmérā Krónou Κρονίᾱ Kroníā |
| Латински                       | diēs Sōlis                                                                           | diēs Lūnae                                                                                   | diēs Mārtis                          | diēs Mercuriī                                | diēs Iovis                         | diēs Veneris                                           | diēs Sāturnī                             |

#### Романски језици
Осим модерног португалског и мирандског језика, романски језици су сачували латинске називе, осим имена недеља, која је замењена са , односно „Дан Господњи”, и суботе, која је добила име по Сабату. Мирандски и модерни португалски користе нумерисане радне дане (погледајте испод), али задржавају sábado и demingo/domingo за викенде.
| Дан (погледајте Ирегуларности) | Недеља Сол (Сунце)     | Понедељак Луна (Mesec) | Уторак Марс (Марс)  | Среда Меркур (Меркур)    | Четвртак Јов (Јупитер) | Петак Венера (Венера)    | Субота Сатурн (Сатурн) |
| ------------------------------ | ---------------------- | ---------------------- | ------------------- | ------------------------ | ---------------------- | ------------------------ | ---------------------- |
| Старопортугалски (пре 6. века) | domingo [☉1]           | lues                   | martes              | mércores                 | joves                  | vernes                   | sábado [♄1]            |
| Галицијски                     | domingo [☉1]           | luns                   | martes              | mércores                 | xoves                  | venres                   | sábado [♄1]            |
| Астуријски                     | domingu [☉1]           | llunes                 | martes              | miércoles                | xueves                 | vienres                  | sábadu [♄1]            |
| Шпански                        | domingo [☉1]           | lunes                  | martes              | miércoles                | jueves                 | viernes                  | sábado [♄1]            |
| Окситански                     | dimenge [☉1]           | diluns                 | dimars              | dimècres                 | dijòus                 | divendres                | dissabte [♄1]          |
| Аранско окситански             | dimenge [☉1]           | deluns                 | dimars              | dimèrcles                | dijaus                 | diuendres                | dissabte [♄1]          |
| Каталонски/Валенсијански       | diumenge [☉1]          | dilluns                | dimarts             | dimecres                 | dijous                 | divendres                | dissabte [♄1]          |
| Француски                      | dimanche [☉1]          | lundi                  | mardi               | mercredi                 | jeudi                  | vendredi                 | samedi [♄1]            |
| Италијански                    | domenica [☉1]          | lunedì                 | martedì             | mercoledì                | giovedì                | venerdì                  | sabato [♄1]            |
| Ломбардски (Милански)          | domenega [☉1]          | lunedì                 | martedì             | mercoldì                 | giovedì                | venerdì                  | sabet [♄1]             |
| Ломбардски (Бресцијански)      | duminica [☉1]          | lunedé                 | martedé             | mercoldé                 | gioedé                 | venerdé                  | sabot [♄1]             |
| Лигурски                       | doménga [☉1]           | lunedì                 | mâtesdì             | mâcordì                  | zéuggia                | venardì                  | sàbbo [♄1]             |
| Наполитански                   | dummeneca [☉1]         | lunnerì                | marterì             | miercurì                 | gioverì                | viernarì                 | sàbbatu [♄1]           |
| Сицилијански                   | dumínica [☉1]          | luni                   | marti               | mércuri                  | juvi                   | vénniri                  | sábbatu [♄1]           |
| Корзички                       | dumenica [☉1]          | luni                   | marti               | màrcuri                  | ghjovi                 | vènnari                  | sàbatu [♄1] or sadorn  |
| Румунски                       | duminică [☉1]          | luni                   | marți               | miercuri                 | joi                    | vineri                   | sâmbătă [♄1]           |
| Венецијански                   | domenega [☉1]          | luni                   | marti               | mèrcore                  | zobia                  | vénare                   | sabo [♄1]              |
| Сардински                      | domíniga, domiga, etc. | lunis                  | martis, maltis      | mélcuris, mércunis, etc. | gióbia, gioja, etc.    | chenàbura, cenarva, etc. | sàpadu, sàuru, etc.    |
| Фурлански                      | domenie [☉1]           | lunis                  | martars             | miercus                  | joibe                  | vinars                   | sabide [♄1]            |
| Валбадијски Ладински           | domënia                | lönesc                 | mertesc, dedolönesc | mercui, dedemesaledema   | jöbia                  | vëndres                  | sabeda                 |
| Валгарденски Ладински          | dumënia                | lunesc                 | merdi               | mierculdi                | juebia                 | vënderdi                 | sada                   |
| Путер романшки                 | dumengia               | lündeschdi             | mardi               | marculdi                 | gövgia                 | venderdi                 | sanda                  |
| Валадерско романшки            | dumengia               | lündeschdi             | mardi               | marcurdi                 | gövgia                 | venderdi                 | sonda                  |
| Сурмиранско романшки           | dumengia               | glindesde              | marde               | mesemda                  | gievgia                | venderde                 | sonda                  |
| Гришнско романшки              | dumengia               | glindesdi              | mardi               | mesemna                  | gievgia                | venderdi                 | sonda                  |
| Сурсилванско романшки          | dumengia               | gliendisdis            | mardis              | mesjamna                 | gievgia                | venderdis                | sonda                  |
| Суцилванско романшки           | dumeingia              | gliendasgis            | margis              | measeanda                | gievgia                | vendargis                | sonda                  |